# Nuța Olaru
 Nuța Olaru (Orodel, 28 augustus 1970) is een Roemeense atlete, die is gespecialiseerd in de marathon. Eenmaal nam ze deel aan de Olympische Spelen, maar bleef medailleloos. Sinds november 2012 heeft zij de Amerikaanse nationaliteit.

## Biografie
Op de Olympische Spelen van 2004 in Athene nam Olaru deel aan de marathon. Met een tijd 2:34.45 eindigde ze op de dertiende plaats.  
Nuța Olaru behaalde diverse ereplaatsen in verschillende internationale marathons. Slechts eenmaal won ze ook een marathon: in 2008 was ze de snelste in de marathon van San Antonio.

## Titels
- Roemeens kampioene halve marathon - 1996
- Roemeens kampioene marathon - 1995

## Persoonlijke records
| Onderdeel      | Prestatie           | Datum             | Plaats                |
| -------------- | ------------------- | ----------------- | --------------------- |
| 10 km          | 32.47               | 8 oktober 2006    | San Jose              |
| 15 km          | 50.32               | 10 juli 2005      | Utica                 |
| 20 km          | 1:07.34             | 1 oktober 2005    | Edmonton              |
| halve marathon | 1:09.00             | 14 september 2002 | Drobeta-Turnu Severin |
| 25 km          | 1:24.32             | 22 oktober 2006   | Chicago               |
| 30 km          | 1:41.51 (nat. rec.) | 10 oktober 2004   | Chicago               |
| marathon       | 2:24.33             | 10 oktober 2004   | Chicago               |

## Palmares

### 15 km
- 2012: 11e Utica Boilermaker - 53.50

### halve marathon
- 1996:  Roemeense kamp. - 1:10.13
- 1996: 4e WK – 1:11.07
- 1997: 5e WK – 1:09.52
- 1998: DNF WK
- 2000: 41e WK – 1:20.00
- 2000:  halve marathon van Lille (Rijsel) - 1:11.08
- 2001: 11e WK – 1:10.27
- 2003: 23e WK – 1:13.00
- 2004:  halve marathon van Philadelphia - 1:09.38
- 2005: 8e WK – 1:11.07
- 2009: 48e WK – 1:16.56

### marathon
- 1995:  Roemeense kamp. - 2:38.56
- 1997: 30e WK in Athene – 2:47.12
- 1997: 6e marathon van Parijs – 2:34.25
- 1998: 34e EK in Boedapest – 2:42.44
- 1999: 7e marathon van Nagano – 2:37.39
- 2000:  Marathon van Los Angeles – 2:35.14
- 2001: 6e Londen Marathon – 2:25.18
- 2001: 15e WK in Edmonton – 2:33.05
- 2001:  marathon van Los Angeles – 2:37.22
- 2002: 7e Boston Marathon – 2:30.26
- 2002: 8e Chicago Marathon – 2:31.37
- 2002: DNF EK in München
- 2003: 11e WK in Parijs – 2:28.24
- 2003: 9e Chicago Marathon – 2:29.00
- 2004: 5e Boston Marathon – 2:30.44
- 2004: 13e OS – 2:34.45
- 2004:  Chicago Marathon – 2:24.33
- 2005: 10e Boston Marathon – 2:37.37
- 2005: 4e marathon van Las Vegas – 2:32.37
- 2005: DNF WK in Helsinki
- 2006: 4e marathon van Los Angeles – 2:30.30
- 2006: 6e Chicago Marathon – 2:25.37
- 2007: 7e marathon van Osaka – 2:33.47
- 2007: 6e Chicago Marathon – 2:39.04
- 2007: DNF WK in Osaka
- 2008: 7e Boston Marathon – 2:33.56
- 2008:  marathon van San Diego – 2:30.54
- 2008:  marathon van San Antonio – 2:25.54
- 2009:  marathon van Houston - 2:27.25
- 2009:  marathon van San Diego – 2:30.40
- 2009: 59e WK in Berlijn – 3:00.59
- 2010:  marathon van Tokio – 2:36.42
- 2011: 15e marathon van Tokio - 2:41.42
- 2012: 6e marathon van Houston - 2:37.37
- 2013: 23e Boston Marathon - 2:42.57
- 2015: 21e Boston Marathon - 2:48.28